# Miquel Codolà Camps
Miquel Codolà Camps (Barcelona, 1926) és un empresari i tècnic en activitats turístiques establert a les Illes Balears. Llicenciat en dret, és agent de la propietat immobiliària i titulat en direcció d'empreses i activitats turístiques.
Va ser el primer president i cofundador de la Federació Hotelera de Balears (1975), organisme que té entre els seus objectius la representació, la defensa i la promoció dels interessos comuns de les 21 associacions que agrupa. També va ser president de la Cooperativa d'Hotelers COFEBA; vicepresident del Foment de Turisme de Mallorca; president del Comitè Organitzador de Tecnoturística i membre de la Fundació Illes Balears, a més de secretari de l'Associació Nacional de Zones Turístiques d'Espanya (ZONTUR).
És president del grup hoteler Valentin Hotels, que té 9 establiments turístics i és propietat exclusiva de la família Codolà-Bonet. Ha rebut l'Escut d'Or de l'Escola de Turisme de Balears, la Placa d'Or de Cofeb, la Insígnia d'Or de la Federació Hotelera, el premi Honderos del Foment de Turisme de Mallorca, la Insígnia d'Or al mèrit turístic de ZONTUR i la T d'Or de Tecnoturística, així com el Premi Ramon Llull el 2006.